# Élancourt
Élancourt là một xã trong vùng đô thị Paris, thuộc tỉnh Yvelines, vùng hành chính Île-de-France của nước Pháp, có dân số là 27.643 người (thời điểm 2005).

## Các thành phố kết nghĩa
- Gräfenhainichen, Đức
- Laubach, Đức
- Cassina de Pecchi, Ý